# Acanthopsyche sierricola
Acanthopsyche sierricola är en fjärilsart som beskrevs av White 1858. Acanthopsyche sierricola ingår i släktet Acanthopsyche och familjen säckspinnare. Inga underarter finns listade i Catalogue of Life.